# 王晓岷
王晓岷（英語：Robert S. Wang，1951年—:29），美國華裔外交官。

## 經歷
王晓岷出生于菲律賓:29，為籍貫福建永定的客家人。王曉岷幼年曾就讀馬尼拉的光啟學校:31,42，1964年随家人移民美国:31，原曾持有中華民國國籍，後取得美國綠卡並入籍為美國公民:73。移民美國後，在爱荷华大学获得了政治学博士学位，曾於1977年至1984年間在加利福尼亞州惠蒂尔学院当过7年国际关系专业的助理教授。
1984年8月16日，王曉岷成為美國國務院職業外交官，先後任職於駐日大使館（1985年—1987年）、駐香港總領事館（1987年—1990年）、國務院緬甸科（1991年—1993年）、駐上海總領事館（1994年—1997年）、駐新加坡大使館（1997年—2000年）及駐華大使館（2001年—2005年）:19,24，並於2005年至2006年間擔任加州大學洛杉磯分校駐校外交官。 
2006年至2009年間，王曉岷就任美國在台協會駐台北副處長。2011年至2013年間任美国驻华大使館公使副館長（副大使）。2013年至2015年擔任美国國務院亚太经合组织資深官员。2016年結束外交官生涯。後來王晓岷成為战略与国际研究中心的高级研究员以及埃德蒙·A·沃尔什外事学院的兼职教授。

## 家庭
王曉岷的父亲為王桂生（Kwei-Sang Wang）:14、母親為蕭綠石:44，姊姊為王曉綠（Cynthia Wang）:71。王桂生於1919年8月16日誕生在英屬香港、在广东广州长大，先後擔任過中華民國外交部大陸時期及遷台初期職員，抵台之後由於外交部規模裁減而離開公職，先後於菲律賓馬尼拉和紐約華埠擔任報社總編輯:14,19,24,28-29，1979年1月26日因心臟病而逝於紐澤西州蒙特克萊:14,17,33；蕭綠石籍貫河南開封，成長於北京，亦曾任職於外交部:16,18，後擔任專欄作家:44、副刊主編等職；王曉綠則為一名內科主治醫師:44。一家四口皆歸化為美國公民:73。